# Liste des cours d'eau du Rondônia
Cet article est une liste non exhaustive des cours d'eau de l'État du Rondônia, au Brésil.
- Rio Guaporé
- Rio Ique
- Rio Ji-Paraná
- Rio Madeira
- Rio Mamoré
- Rio Paraná-Pixuna
- Rio Roosevelt